# Singida (region)
Singida – region (mkoa) w Tanzanii.
W 2002 roku region zamieszkiwało 1 086 748 osób. W 2012 ludność wynosiła 1 370 637 osób, w tym 677 995 mężczyzn i 692 642 kobiety, zamieszkałych w 258 280 gospodarstwach domowych.
Region podzielony jest na 6 jednostek administracyjnych drugiego rzędu (dystryktów):
- Ikungi District Council
- Iramba District Council
- Manyoni District Council
- Mkalama District Council
- Singida Municipal Council
- Singida District Council